# The Essential Emerson, Lake & Palmer
The Essential Emerson, Lake & Palmer è una compilation in doppio CD del gruppo progressive rock Emerson, Lake & Palmer. Raccoglie gran parte dei loro brani più famosi ed è stata pubblicata nel 2007.

## Tracce
Disco 1
1. "The Barbarian" (4:28)
2. "Take a Pebble" (12:29)
3. "Knife Edge" (Adapted from Janácek's Sinfonia) (5:03)
4. "Tank" (6:47)
5. "Lucky Man" (4:36)
6. "Tarkus" (20:39)
  1. "A) Eruption"
  2. "B) Stones of Years"
  3. "C) Iconoclast"
  4. "D) Mass"
  5. "E) Manicore"
  6. "F) Battlefield"
  7. "G) Aquatarkus"
7. "Bitches Crystal" (3:55)
8. "Nutrocker (Live)" (3:56)
9. "From The Beginning" (4:13)
10. "Hoedown" (3:43)
11. "Trilogy" (8:54)

Disco 2
1. "The Endless Enigma, Part One" (6:41)
2. "Fugue" (1:56)
3. "The Endless Enigma, Part Two" (2:00)
4. "Jerusalem" (2:44)
5. "Toccata" (Adaptation of Ginastera's 1st Piano Concerto) (7:21)
6. "Still... You Turn Me On" (2:51)
7. "Karn Evil 9 (1st Impression Part 1)" (8:35)
8. "Karn Evil 9 (1st Impression Part 2)" (4:49)
9. "Jeremy Bender/The Sheriff (Medley)" (5:02)
10. "I Believe in Father Christmas" (3:32)
11. "C'est La Vie" (4:17)
12. "Fanfare For the Common Man (Edit)" (5:40)
13. "Honky Tonk Train Blues" (3:12)
14. "Canario" (3:59)
15. "Peter Gunn (live version)" (3:38)
16. "Black Moon" (6:58)
17. "Paper Blood" (4:27)

### Formazione
- Keith Emerson - tastiere
- Greg Lake - basso, chitarra, voce
- Carl Palmer - batteria